# Fernaldia pandurata
Fernaldia pandurata,  comúnmente llamada loroco, es una especie botánica de planta cuya flor es comestible y aromática, originaria de América Central la flor de loroco es uno de los principales condimentos en la cocina salvadoreña, y guatemalteca siendo utilizado para condimentar sopas, pizzas, preparar salsas para carne, pollo en crema y además es un ingrediente de las tradicionales pupusas.

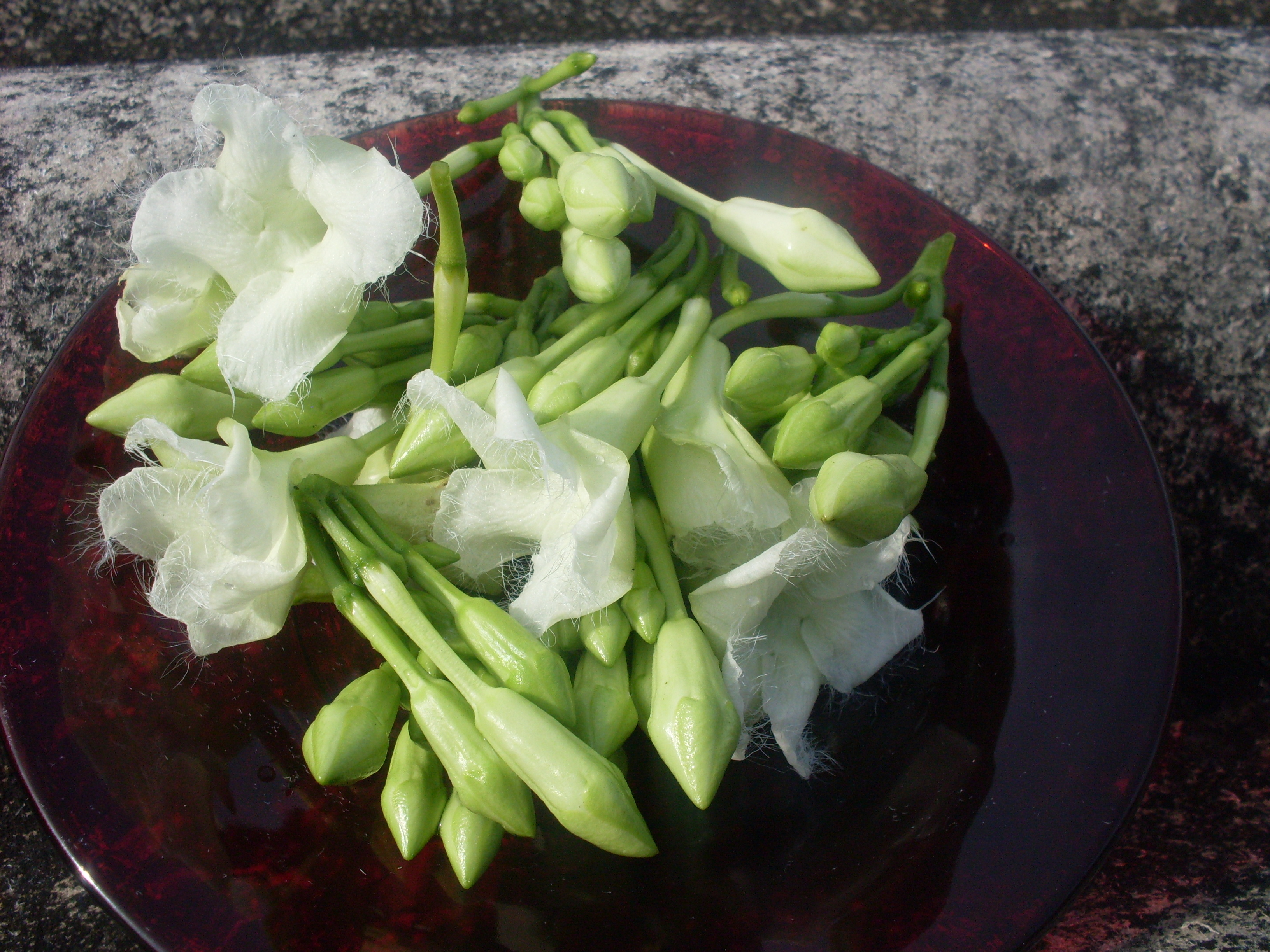
Muestra de loroco.

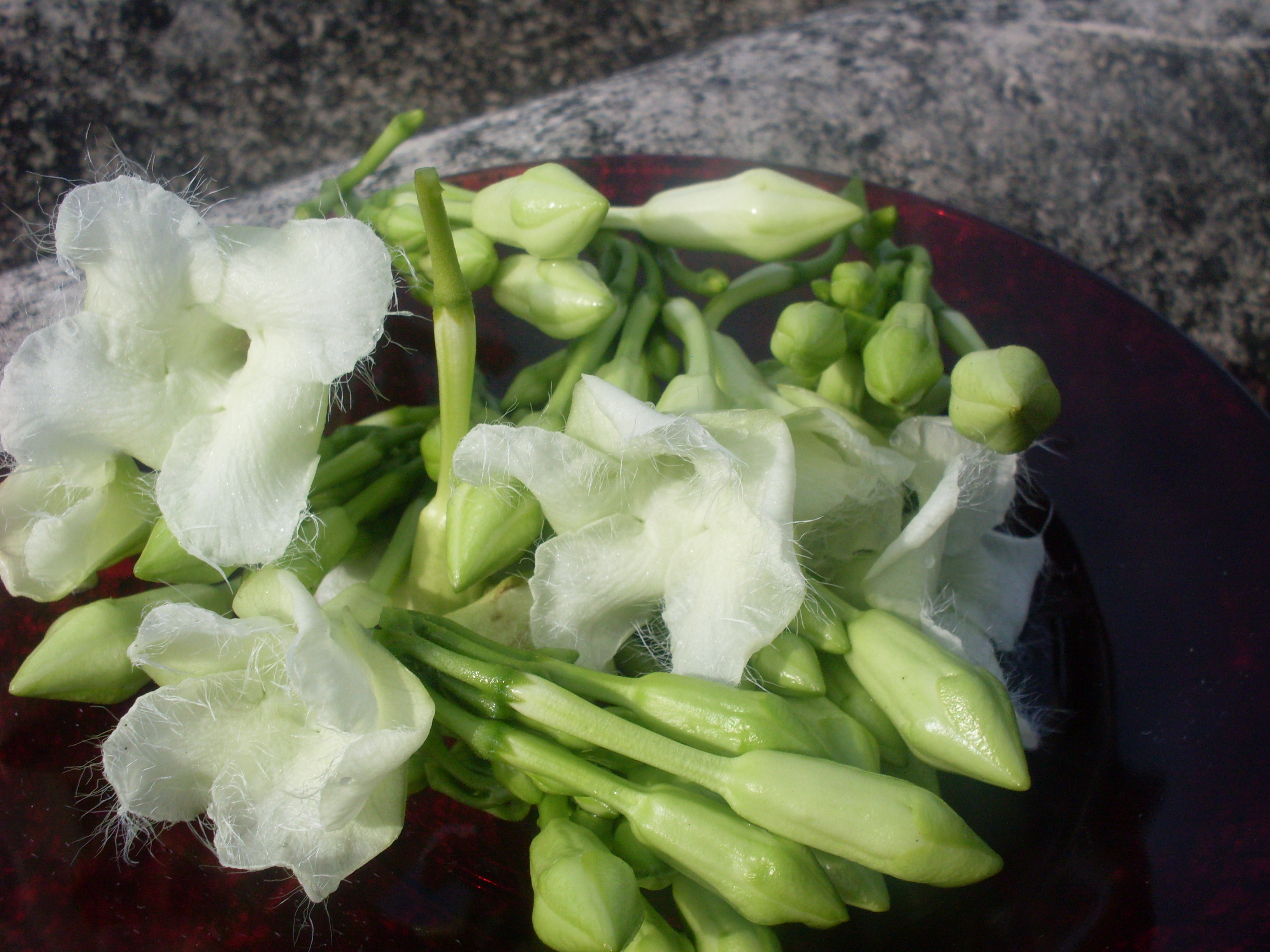
Loroco en flor.

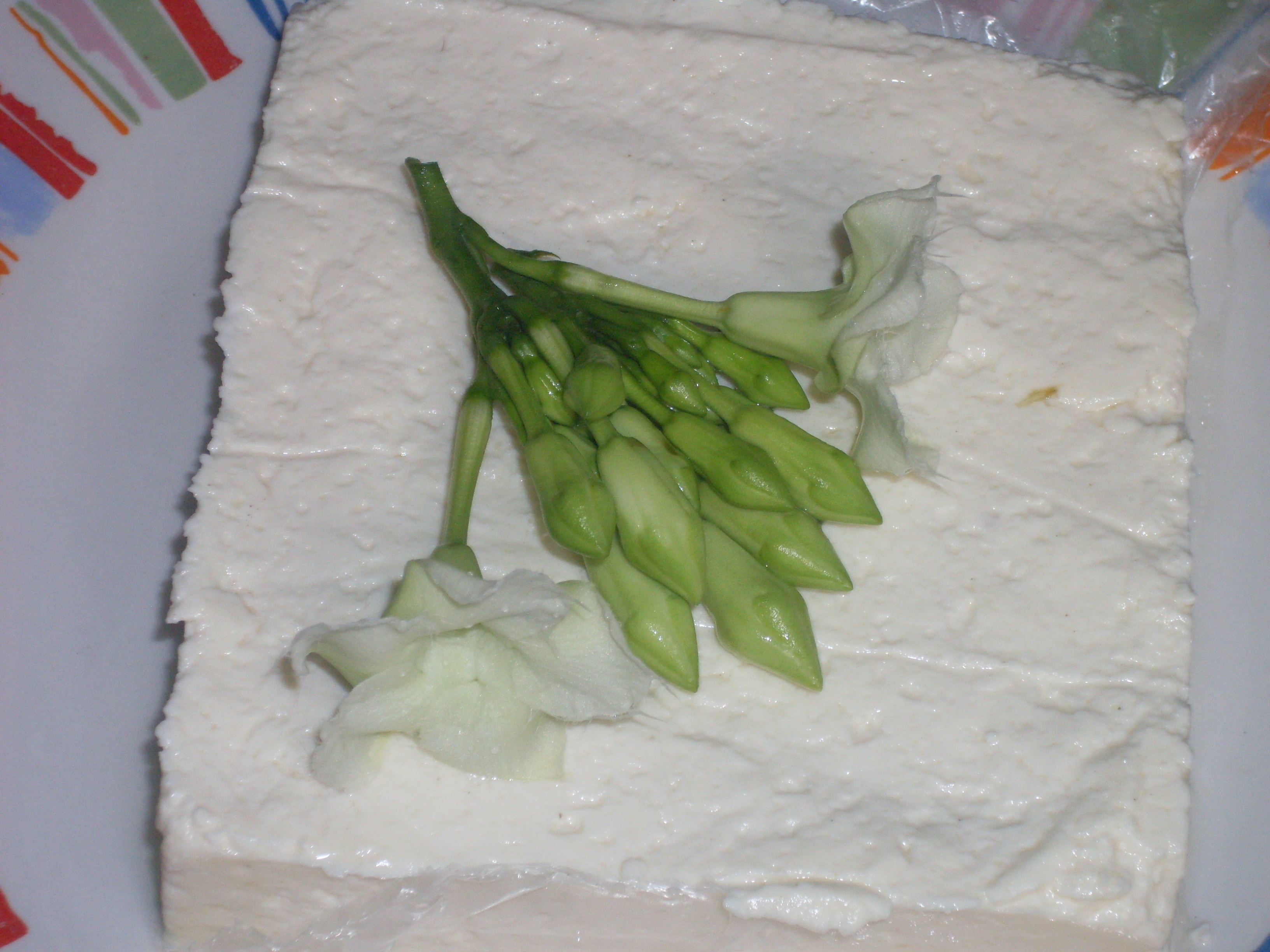
Queso fresco salvadoreño junto a un racimo de loroco.

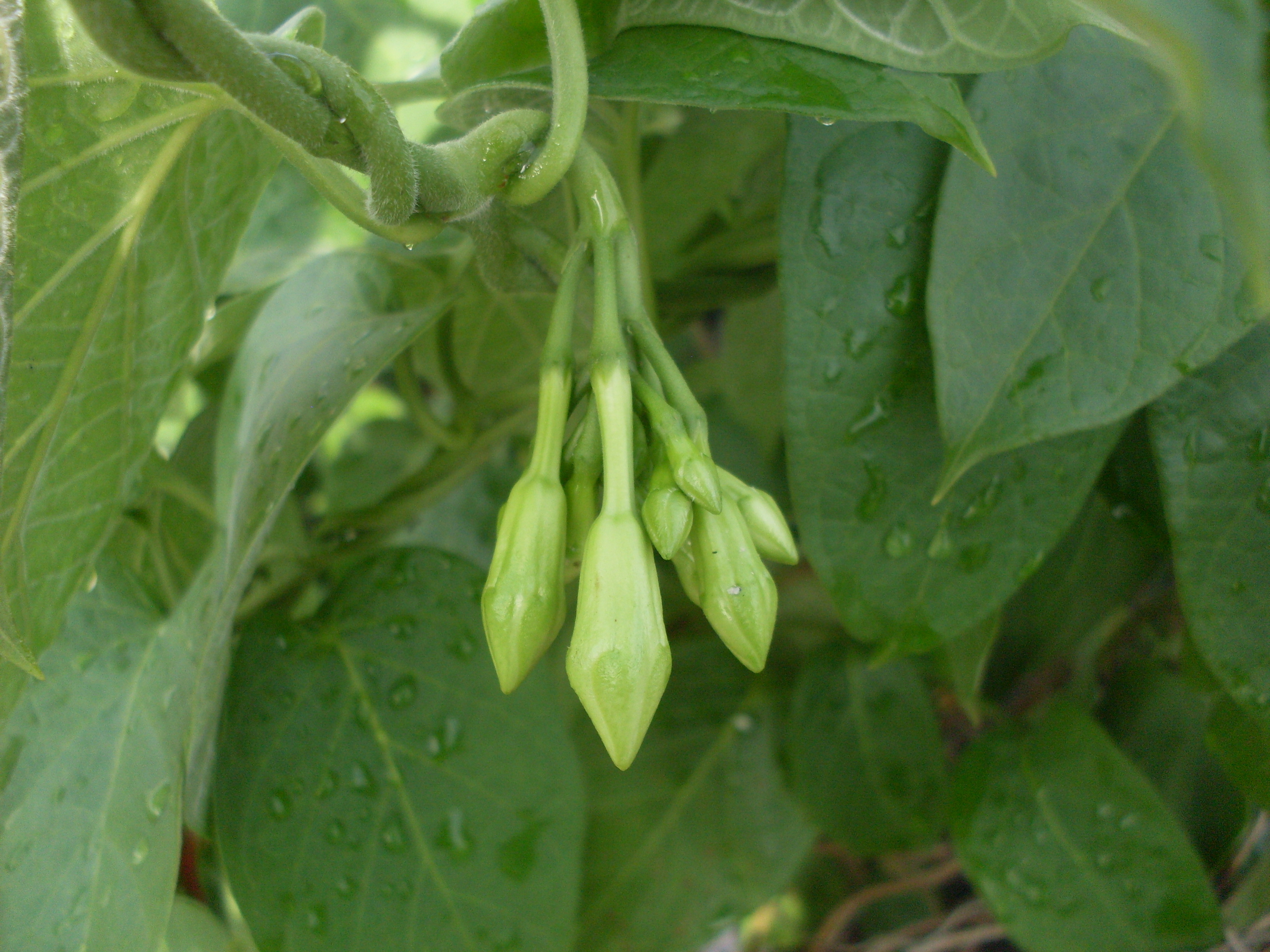
Guía de loroco.

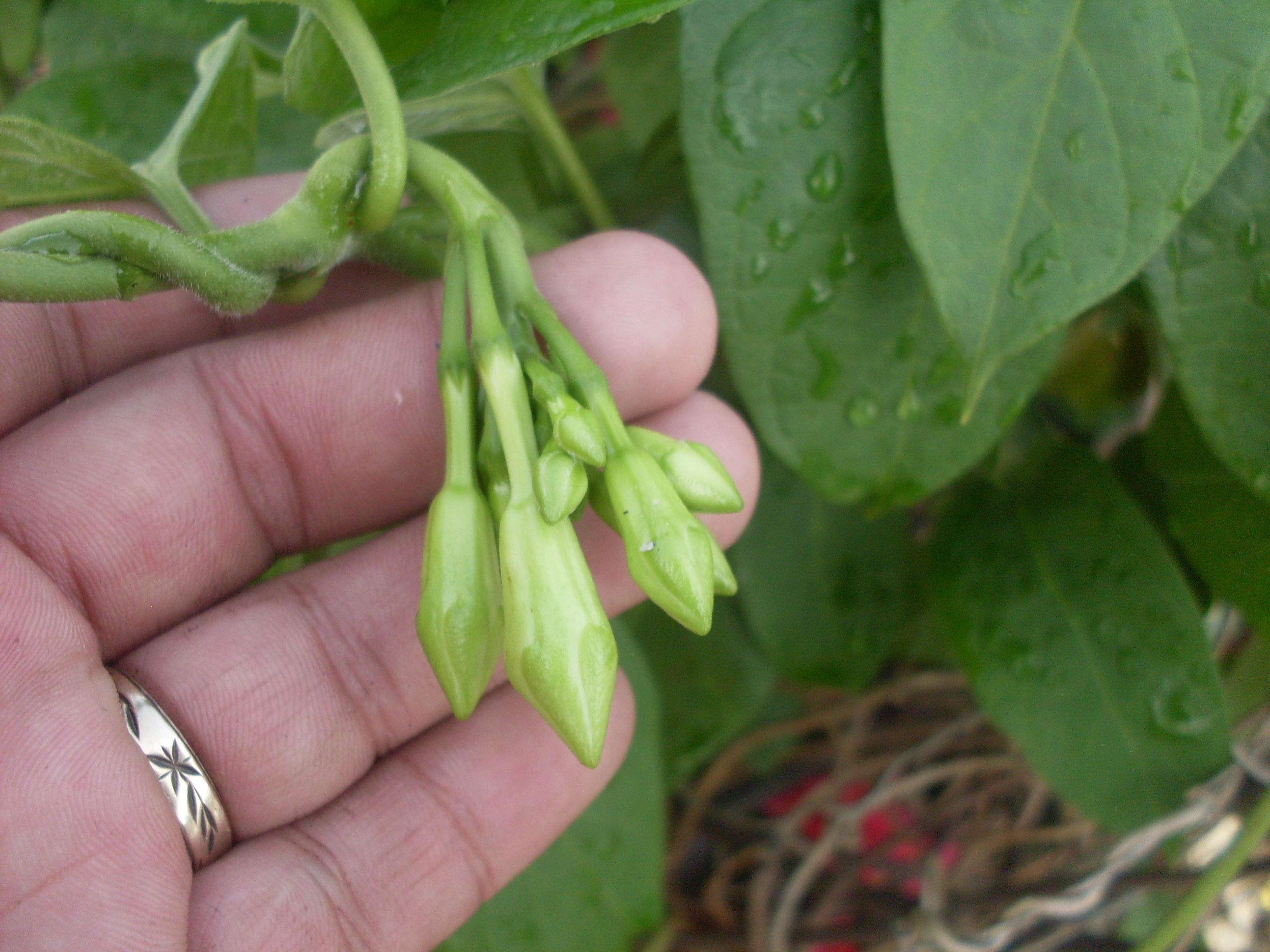
Listos para cortar.

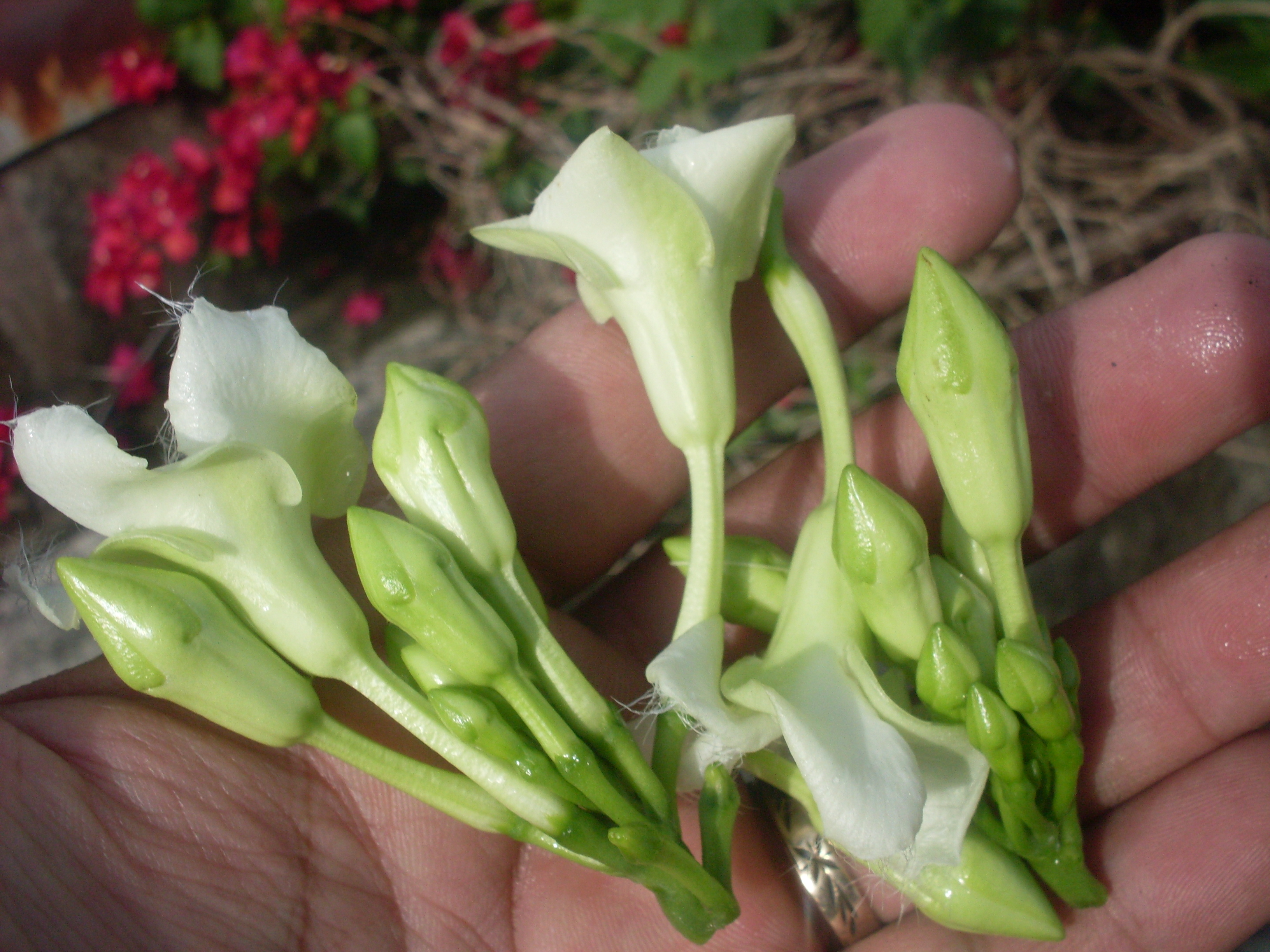
Cortando loroco (El Salvador).

## Características botánicas
Es una enredadera delgada (tipo liana), débil y pubescente, tiene una base leñosa que persiste. Las hojas son oblongas, elípticas, opuestas, bastantes acuminadas, con bordes externos un poco ondulados, con dimensiones de 4 a 22 cm de largo y de 1,5 a 12 cm de ancho. La inflorescencia se da en racimos y cada uno de ellos posee de 10 a 32 flores, dando un promedio de 25 por racimo. El fruto es un folículo cilíndrico, alargado, recto o curvado hacia adentro pudiendo alcanzar hasta 34 centímetros de longitud y entre 5 y 6 mm de diámetro. Dentro de cada folículo pueden hallarse desde 25 hasta 190 semillas, dependiendo de su longitud, encontrándose diferentes tipos de tamaño; cuando tierno es de color verde y luego maduro es café oscuro. Las semillas tienen un diámetro entre 2 y 3 mm;  posee gran cantidad de vilanos (pelos algodonoso) en el extremo, que facilitan su dispersión por el viento.
El periodo que tarda en germinar es de 10 a 15 días, aunque en zonas con temperaturas mayores de 30 °C, puede germinar de 5 a 8 días, pero puede variar.

## Cultivo
La mejor época de siembra para la producción de loroco es al inicio de la estación lluviosa; cuando exista riego se puede sembrar en cualquier época del año.

## Fertilización
En general se utiliza los siguientes:
- Dosis anual: 97 kg/ha de N; 52 kg/ha de P2O5;  97 kg/ha de K2O.
- Para suelos con pH entre 5,5 a 7 se recomienda:

Época de aplicación, dosis y fuente
1.ª Fertilización (trasplante)  58 g/planta de fórmula 15-15-15.
2.ª Fertilización (un mes D/T)  58 g/ planta de fórmula 15-15-15.
3.ª Fertilización (3 meses D/T) 97 g/ planta de sulfato de amonio.
4.ª Fertilización (5 meses D/T) 22 g/ planta de urea.
5.ª Fertilización (7 meses D/T) 79 g /planta de nitrato de potasio.

## Riego
El loroco se caracteriza por ser una planta tolerante a períodos relativamente largos de estrés hídrico, lo cual se ha confundido con un manejo inapropiado de las necesidades hídricas del cultivo. Una buena planificación del riego deberá aprovechar la humedad en el suelo a un valor no mayor del 35 % del agua útil del suelo, es decir manejar el cultivo con agotamientos permisibles del 30 al 35 %; tratando de realizar riegos ligeros y más frecuentes especialmente durante la formación de flores.

## Cosecha y manejo poscosecha
El loroco es una flor altamente perecedera que se cosecha cuando ha alcanzado su máximo desarrollo, este se caracteriza porque el botón floral toma coloración verde claro o tiene una flor próxima abrirse.
El loroco se prefiere fresco en el mercado local y externo, porque en este estado conserva sus características organolépticas. Debido a su perecibilidad los métodos de conservación más utilizados son la refrigeración y el congelamiento.
Mediante refrigeración de uso doméstico, es posible conservar el loroco por un período de ocho días, en bolsas plásticas dosificado en libras, se coloca en estibas hasta de tres bolsas para evitar daño provocado por el peso.

## Propiedades
Es una especie cuya raíz es fibrosa y posee sustancias con ciertas características alcaloides conocidas como «lorocina» y «loroquina». Posee principios activos que influyen en la presión arterial. Las cuales son tóxicas para el ser humano por lo que no se debe de ingerir la raíz.

## Taxonomía
Fernaldia pandurata fue descrita por (A.DC.) Woodson y publicado en Annals of the Missouri Botanical Garden 19(1): 48–49. 1932.
Sinónimos
- Echites panduratus A.DC. in A.P.de Candolle, Prodr. 8: 458 (1844).
- Amblyanthera pandurata (A.DC.) Müll.Arg., Linnaea 30: 448 (1860).
- Angadenia pandurata (A.DC.) Miers, Apocyn. S. Amer.: 182 (1878).
- Urechites karwinskii Müll.Arg., Linnaea 30: 440 (1860).
- Echites barbatus Sessé & Moc., Fl. Mexic.: 45 (1893), nom. illeg.
- Mandevilla velutina K.Schum. in H.G.A.Engler & K.A.E.Prantl, Nat. Pflanzenfam. 4(2): 171 (1895).
- Mandevilla potosina Brandegee, Univ. Calif. Publ. Bot. 4: 276 (1912).
- Echites pinguifolius Standl., Publ. Field Mus. Nat. Hist., Bot. Ser. 8: 35 (1930).
- Fernaldia brachypharynx Woodson, Ann. Missouri Bot. Gard. 19: 380 (1932).
- Fernaldia glabra (Molina) Lundell, Wrightia 5: 256 (1976).[3]